# Пониковицький район
Пониковицький район — колишня адміністративно-територіальна одиниця Львівської області, центром якої було село Пониковиця.

## Історія
10 січня 1940 року політбюро ЦК КП(б)У обговорило питання про утворення районів у Львівській області УРСР. У тому числі ухвалено створити Пониковицький район.
У роки ІІ світової війни він призупинив свою діяльність, після поновлення радянської влади на короткий термін (1944-1946 рр.) поновив діяльність. 1 листопада 1946 року Пониковицький район перейменовано на  Заболотцівський район.
У 1939-1941 роках начальником районного відділу НКВД був І. І. Чорних.
У повоєнні роки 1-м секретарем Пониковецького райкому КП(б)У був Боровик Василь Тимофійович, який постійно організовував бойовиків для винищування націоналістів, в результаті чого за період 1945-1946 роки у даному районі було вбито 262 націоналісти, знищено 802 криївки.

#### Боротьба ОУП- УПА з комунізмом.
Літом 1944року на території району перебувала сотня УПА "Дружинники", яка вела боротьбу з окупантами.